# Коџи (Хејан период)
Коџи (康治) је јапанска ера (ненко) која је настала после Еиџи и пре Тенјо ере. Временски је трајала од априла 1142. до фебруара 1144. године и припадала је Хејан периоду. Владајући монарх био је цар Коное.

## Важнији догађаји Коџи ере
- 1143. (Коџи 2, први месец): Замонашени бивши цар Го-Тоба, који држи титулу „даиџо тено“, посећује своју мајку.[3]
- 1143. (Коџи 2, пети месец): Цар Коное проводи дане молећи се у храму Тодаи-џи али и у осталим храмовима на планини Хиеи.[3]